# Shane Horgan
Shane Patrick Horgan (Drogheda, 18 luglio 1978) è un ex rugbista a 15, avvocato e dirigente d'azienda irlandese, da giocatore tre quarti centro e, occasionalmente, ala del Leinster dal 1998 al 2011.
A livello internazionale ha rappresentato l'Irlanda e i British Lions; terminata l'attività agonistica ha intrapreso la carriera legale e dirigenziale

## Biografia
Proveniente da Bellewstown, sobborgo di Drogheda, compì gli studi superiori e si formò sportivamente alla locale St. Mary Diocesan School; a 19 anni, terminata la scuola, entrò nel Lansdowne, club di Dublino, e successivamente, durante la militanza in tale squadra, esordì nella formazione Under-21 irlandese; nel 1998 passò a rappresentare la provincia di Leinster nel campionato interprovinciale nazionale.
All'istituzione della Celtic League nel 2001 Horgan, che nel frattempo aveva intrapreso studi di giurisprudenza all'Università di Dublino, vi debuttò con il Leinster e ne vinse subito la prima edizione; nel 2000 aveva, nel frattempo, esordito nell'Irlanda durante un incontro del Sei Nazioni contro la Scozia realizzando una meta al debutto.
Con l'Irlanda partecipò alla Coppa del Mondo di rugby 2003 in Australia marcando due mete, e nel 2005 Clive Woodward lo incluse nella rosa dei British Lions che affrontò il tour in Nuova Zelanda, scendendo in campo in tutti e tre i test match previsti contro gli All Blacks e anche in un quarto contro l'Argentina, come prologo alla spedizione.
Fu, ancora, alla Coppa del Mondo di rugby 2007 in Francia, e disputò nel 2008 il suo ultimo Sei Nazioni; in quello stesso anno vinse di nuovo la Celtic League.
L'anno successivo il neo C.T. irlandese Declan Kidney lo estromise dalla rosa Sei Nazioni che si concluse con una vittoria con il Grande Slam e Horgan raccontò, dopo il suo ritiro, di non essere riuscito, al momento, ad accettare completamente tale esclusione, tanto da non sapere se essere contento o meno della conquista dello Slam senza lui in squadra; in quello stesso anno, comunque, si laureò campione d'Europa vincendo per la prima volta la Heineken Cup, e nel novembre successivo fu chiamato di nuovo in Nazionale disputandovi il suo ultimo incontro, a Dublino contro Figi.
Nel 2010 fu di nuovo campione d'Europa con Leinster, poi una serie di infortuni lo tennero lontano dal campo per circa metà della stagione 2010-11; non tornò più a giocare fino a marzo 2012, quando annunciò il suo ritiro dalle competizioni.
In carriera Horgan vanta anche due inviti, nel 2004, nei Barbarians, con tre mete, due delle quali nell'incontro d'esordio contro un XV della Scozia.
Dopo il ritiro Horgan ha conseguito l'abilitazione da avvocato ed è stato ingaggiato dalla televisione di Stato irlandese RTÉ come commentatore di rugby; insieme a sua sorella Maria ha fondato una casa di produzione televisiva ed è dirigente di un'azienda di pubblicità.

## Palmarès
- Celtic League: 2
2001-02, 2007-08
- Heineken Cup: 2
2008-09, 2010-11